# Omicron Columbae
Omicron Columbae este denumirea Bayer a unei stele subgigant albă-portocalie din constelația Porumbelul. Are o magnitudine aparentă de 4.83 și se află la o distanță de aproximativ 268 ani-lumină (82.2 parseci) de la Pământ. Această stea este de 1.38 de ori mai grea ca Soarele și raza ei este de cel puțin 5 ori mai mare ca cea a Soarelui.